# Алексієвка (Кваркенський район)
Алексі́євка (рос. Алексеевка) — село у складі Кваркенського району Оренбурзької області, Росія.

## Населення
Населення — 25 осіб (2010; 76 у 2002).
Національний склад (станом на 2002 рік):
- росіяни — 63 %